# Onchidiopsis spitzbergensis
Onchidiopsis spitzbergensis is een slakkensoort uit de familie van de Velutinidae. De wetenschappelijke naam van de soort is voor het eerst geldig gepubliceerd in 1944 door Jensen in Thorson.